# فيكتورينوكس
فيكتورينوكس (بالإنجليزية: Victorinox)‏ هي شركة صناعة سكاكين و ساعات ومقره في مدينة إيباخ، في كانتون شفيتس، سويسرا. الشركة مشهورة بسكاكين الجيش السويسري. سكاكين الجيش السويسري التي صنعتها شركة فيكتورينوكس مصنوعة من مزيج خاص من الفولاذ المقسى من ألمانيا وفرنسا. ومنذ استحواذها على شركة فينجر المنافسة في عام 2005، أصبحت المورد الوحيد للسكاكين متعددة الأغراض للجيش السويسري. إنها أكبر شركة مصنعة لسكاكين الجيب في العالم. بالإضافة إلى ذلك، تقوم الشركة بترخيص شعارها للساعات والملابس وأدوات السفر.